# Bojan Z
Bojan Zulfikarpašić, plus connu sous le nom de Bojan Z, est un pianiste de jazz franco-serbe né le 2 février 1968 à Belgrade.
En 1989, à l’âge de 21 ans, il remporte le prix du « Meilleur musicien de jazz » en Yougoslavie.

## Biographie

### Jeunesse et formation
Bojan Zulfikarpašić apprend le piano dès l'âge de cinq ans. Tout d'abord familier du folklore yougoslave, il découvre, avec l'adolescence, les Beatles, Bach, Claude Debussy et Maurice Ravel.
Il devient pianiste dans de petites formations de jazz de Belgrade. Après un passage à New York, au cours duquel il suit la classe de maître de piano de Clare Fischer, puis un retour en Yougoslavie le temps de son service militaire. Il s'installe en France en 1988, où il suit les cours du Centre d'informations musicales (CIM).

### Années 1990
À Paris, il devient, en quelques années, un musicien incontournable de la scène jazz, grâce à ses collaborations avec Michel Portal, Noël Akchoté, Henri Texier (Azur Quartet), Tony Rabeson ou Julien Lourau dont il fait la connaissance par hasard au cours du festival Jazz à La Défense en 1990, et qui devient l'un des musiciens avec lesquels il se produit le plus.
En 1992, Trash Corporation, le quartet qu'il forme avec Julien Lourau, François Merville et Marc Buronfosse remporte le premier prix de groupe au concours national de jazz de la Défense.
À partit fr 1993, il joue dans le « AZUR quintet » de Henri Texier. Le nom du groupe a été trouvé par Henri Texier qui, à l'époque, jouait dans plusieurs groupes. Le groupe avec Bojan Z était le groupe « à ZUlfikarpašić », et « RAbeson » (Tony Rabeson, le batteur du groupe), qui devint « ZU-RA » puis, par érosion de langage et rapprochement à des mots courants « AZUR ». Comme son nom n'était pas très facile à retenir ni à prononcer par les francophones, le musicien l'a réduit lui-même à « Bojan Z » (prononcer « Boyane Zed ») et a enregistré son premier album sous ce nom dès 1993.
En 1997, il joue pour la première fois en duo avec Julien Lourau, au Pannonica à Nantes.
Il sort Koreni (1998) et son premier disque en piano solo, intitulé Solobsession (2001), album enregistré pendant sa résidence au théâtre de Coutances.

### Années 2000
Il part dans une aventure new-yorkaise avec son album Transpacifik, en 2003 où il abandonne ses partenaires habituels pour deux des musiciens de sessions d'enregistrement américains parmi les plus talentueux : Scott Colley et Nasheet Waits.
Il remporte le prix Hans Koller en 2005 comme meilleur artiste européen de jazz.

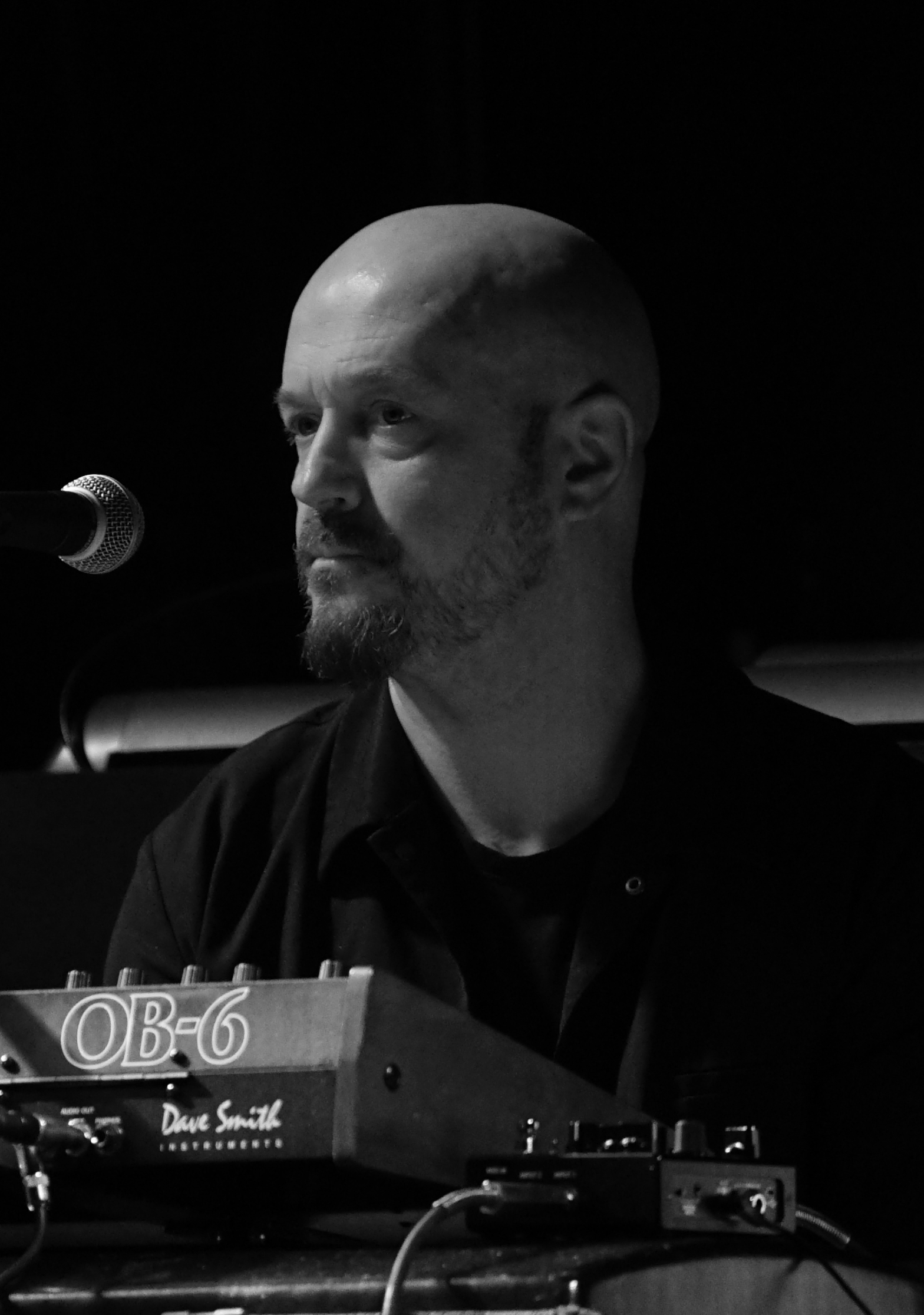
Avec Criss Cross Europe en 2019.

L'année suivante (2006) sort l'album Xenophonia, dont le nom, construit à partir de « xenos », « l'étranger » en grec, est une référence à sa situation en tant que franco-serbe. Sur cet album Bojan Z joue du « xénophone », instrument de son invention, sorte de Fender Rhodes trafiqué, avec un tempérament différent de celui du piano, proche de celui de la musique « arabe ». Bojan ajoute à cet instrument de nombreuses pédales d'effet (distorsion, phaser...) ce qui finit par le rapprocher d'une guitare électrique. Cet album est « meilleur album de l'année » aux Victoires du jazz 2007.
En 2009 sort Humus chez Universal Jazz, avec les musiciens londoniens Sebastian Rochford, Ruth Goller ainsi que le tromboniste américain Josh Roseman.

### Années 2010
Enregistré en Italie, Soul Shelter, deuxième album en solo solo après Solobsession, sort le 27 février 2012 chez EmArcy et il le présente à la Cité de la musique à Paris. Dans le cadre de Jazz à la Villette, il joue également en duo avec Baptiste Trotignon.
En 2014, il enregistre un album en duo avec Julien Lourau au Triton. N'ayant pas trouvé de maison de disque, le disque parait grâce à un financement participatif,.
En 2016 parait Housewarming en duo avec le tromboniste Nils Wogram. Les deux musiciens se sont rencontrés lors du festival Jazzdor.
En 2019, il fait partie de Criss Cross Europe, un groupe composé de jeunes musiciens européens issus de Belgique, des Pays-Bas, d'Estonie, du Luxembourg et de France.

### Années 2020
En 2020, il participe avec Nils Wogram, Bruno Chevillon et Lander Gyselinck à l'enregistrement de l'album MP 85 de Michel Portal pour les 85 ans de ce dernier et à la tournée qui s'ensuit.
Pour la 40e édition du festival Jazz sous les pommiers en 2021, Bojan Z joue au « Concert des résidents » : dix résidents et ex-résidents jouent ensemble sur scène, consolidant ainsi les liens qui les unissent. À cette occasion, Anne Paceo déclare : « quand j'étais ado, j'étais fan de Bojan Z, je l'écoutais en boucle. Je jouais ses morceaux, j'étais ultra fan et là, je me retrouve sur la scène avec lui et on est sur un pied d'égalité, parce qu'on est tous les deux d'anciens résidents. L'ado que j'étais n'y aurait pas cru ! ».
Après plusieurs années sans enregistrer sous son nom, il fait paraitre en juin 2023 son troisième album en piano solo, As Is, enregistré en une après-midi (Paradis improvisé). Il joue des compositions originales arrangées pour l'occasion, et quelques standards écrits par Jimmy Rowles, Wayne Shorter, Charles Mingus, Horace Silver et Clare Fischer. Son jeu y est plus épuré, sans clavier électrique, ce qui ne l'empêche pas d'utiliser tout le piano pour des percussions ou de siffler,,.

## Décoration
- Chevalier de l'ordre des Arts et des Lettres (2002)

## Prix et récompenses
- 1989 : Meilleur musicien de jazz en Yougoslavie[1]
- 2002 : Prix Django-Reinhardt, décerné par l'Académie du jazz[15]
- 2005 : Prix Hans Koller, meilleur artiste européen de jazz
- 2007 : Xenophonia est « meilleur album de l'année » aux Victoires du jazz
- 2012 : « Musicien de l'année » aux Victoires du jazz[16]
- 2017 : Grand prix du jazz de la Sacem[17]

## Discographie

### En tant que leader ou coleader
- 1993 : Bojan Z quartet (Label Bleu)
- 1995 : Yopla! (Label Bleu)
- 1999 : Koreni (Label Bleu)
- 2000 : Solobsession (Label Bleu)
- 2003 : Transpacifik (Label Bleu)
- 2006 : Xenophonia (Label Bleu)
- 2009 : Humus (EmArcy)
- 2009 : Live, Bozilo (Bojan Z, Karim Ziad, Julien Lourau, JMS)
- 2012 : Soul Shelter (EmArcy)
- 2013 : Tsscht (Architekt of Sound) Album live, enregistré les 20 et 22 juin 2011 au Fazioli Concert Hall, à Sacile (Italie)[18]
- 2014 : Duo, Bojan Z & Julien Lourau (2Birdsistone)
- 2016 : Housewarming, Bojan Z & Nils Wogram (nwog records)
- 2023 : As Is (Paradis Improvisé)
- 2024 : PianoForte, avec Éric Legnini, Pierre de Bethmann et Baptiste Trotignon (Artwork Records)

### En tant que musicien de sessions d'enregistrement
Avec Henri Texier
- 1993 : « Azur quartet », An Indian's Week (Label Bleu)
- 1995 : « Sonjal septet », Mad Nomad(s) (Label Bleu)
- 1998 : « Azur quintet », Mosaïc Man (Label Bleu)
- 2002 : « Azur quintet », String Spirit (Label Bleu)
- 2016 : 30 ans : Concert Anniversaire À La Maison De La Culture D'Amiens (Label Bleu)

Avec Michel Portal
- 1997 : Dockings (Label Bleu)
- 2010 : Baïlador, (Universal)
- 2020 : MP 85 (Label Bleu)

Avec Nguyên Lê
- 1997 : Maghreb  Friends (ACT)
- 2002 : Purple-celebrating Jimi Hendrix (ACT)

Avec Karim Ziad
- 2000 : Ifrikya (ACT)
- 2013 : Jdid (JMS)

Avec Julien Lourau
- 2001 : The Rise (Label Bleu)
- 2005 : Fire & Forget (Label Bleu)

Autres
- 1987 : Oktobar 1864, Oktobar 1864 (Jugodisk)
- 1988 : Jacques Bolognesi Big Band, Caravanserail (OMD)
- 1992 : Vincent Courtois, Turkish Blend (Al Sur)
- 1992 : Annette Lowman, Movies Memories (Le Chant Du Monde)
- 1993 : Sylvain Beuf quartet, Impro Primo (Big Blue Records)
- 1994 : Sarajevo suite (Deux Z/L'empreinte digitale)
- 1996 : Khaled, Sahra (Barclay)
- 1997 : Simon Spang-Hanssen, Instant Blue (Storyville)
- 1999 : Angelo Debarre, Caprice (Hot Club Records)
- 2000 : Magic Malik Orchestra, 69 96 (Label Bleu)
- 2000 : Claude Barthélemy, Sereine (Label Bleu)
- 2004 : Marimanga Trio (Gramofon)
- 2006 : Nicolas Genest Lekere (Gramofon)
- 2007 : Malouma, Nour (Marabi Productions)
- 2010 : Amira Medunjanin, Amulette (World Village)
- 2010 : Matt Darriau, Matt Darriau Paradox Trio With Bojan Z. (Felmay)
- 2012 : Stéphane Kerecki trio, Sound Architects (Out Note Records)
- 2012 : Romano Sclavis Texier, 3+3 (Label Bleu)
- 2013 : Krzysztof Kobyliński And Friends, The Moon - Live From Jazovia (Fundacja Integracji Kultury)
- 2015 : Vasil Hadžimanov, 25 Godina Rada (WMAS Records/Ring Ring)
- 2016 : Nenad Vasilic trio, Wet Paint (Galileo)
- 2016 : Fish In Oil, 3 Ključa (Metropolis Records)
- 2016 : Noël Balen, Mingus Erectus (Le Castor Astral)
- 2016 : Dejan Terzić Axiom, Prometheus (CAM)
- 2017 : Debora Seffer, Au Croisement Des Chemins (ACEL)
- 2018 : Nenad Vasilić, Live In Theater Akzent (Metropolis Jazz)
- 2019 : Ragini Trio, Peace The New Jazz (W.E.R.F.)
- 2021 : Gary Brunton, Night Bus - Second Trip (Juste Une Trace)